# Un fou (nouvelle, 1885)
Un fou est une nouvelle de Guy de Maupassant, parue en 1885.

## Historique
La nouvelle est publiée initialement dans le quotidien Le Gaulois du 2 septembre 1885, avant d'être reprise dans le recueil Monsieur Parent.
Cette nouvelle ne doit pas être confondue avec Un fou ?, parue en 1884. La nouvelle de 1885 commence par les mots suivants :

« Il était mort chef d'un haut tribunal..." »

## Résumé
Dans le secrétaire d'un juge, « magistrat intègre dont la vie irréprochable était citée dans toutes les cours de France », le notaire découvre un étrange journal. Ce journal relate l’avancée de la folie du magistrat. Jour après jour, son envie de tuer croît, jusqu’à ce qu’il tue. D’abord un oiseau, puis un garçon, dans un parc, puis, enfin, un pêcheur. Des enquêtes ont lieu, et, pour celle concernant le pêcheur, son neveu se fait accuser. Le mobile serait l’héritage. Le magistrat lui-même condamne le neveu à mort.

## Éditions
- Le Gaulois, 1885
- Monsieur Parent recueil  paru en 1885 chez l'éditeur Paul Ollendorff.
- Maupassant, contes et nouvelles, tome II, texte établi et annoté par Louis Forestier, Bibliothèque de la Pléiade, éditions Gallimard, 1979.